# Muraltia cyclolopha
Muraltia cyclolopha är en jungfrulinsväxtart som beskrevs av Chod.. Muraltia cyclolopha ingår i släktet Muraltia och familjen jungfrulinsväxter. Inga underarter finns listade i Catalogue of Life.